# Artillerie allemande pendant la Première Guerre mondiale
Dès le début de la Première Guerre mondiale, l'artillerie allemande est certainement la plus complète et la mieux équipées parmi celle de tous les belligérants. Elle possède dès l'origine tous les types de pièces qui seront utilisés pendant le conflit : artillerie de campagne, artillerie lourde, artillerie de siège, artillerie de tranchées et tous les accessoires qui assurent son efficacité : aérostation, aviation, topographie, météorologie, transmissions, .... Elle s'appuie sur une industrie et des fabricants renommés et innovants, que ce soient les arsenaux d'État ou les fabricants de canons comme Krupp ou Rheinmetall. Pendant tout le conflit, elle est un élément déterminant de la guerre de position et participe à l'avènement de l'artillerie comme arme centrale du combat par la priorité donnée au feu sur le mouvement. Le commandement suit avec beaucoup d'attention les innovations qui sont mises en évidence par l'expérience et donne aux artilleurs les moyens de les mettre en œuvre : amélioration des pièces et des munitions existantes, tir indirect, plans de feu, feux roulants, feux de barrage, repérage au son et aux lueurs, etc. Elle développe les nouvelles branches de l'artillerie : l'artillerie antiaérienne, l'artillerie antichar, l'artillerie de montagne, l'artillerie d'appui direct à l'infanterie, artillerie lourde sur voie ferrée et sur châssis automobile. Au sommet de son art, en 1918, elle arrive à mettre en œuvre le « Pariser Kanone », la fameuse « Grosse Bertha » de la propagande alliée qui tire des obus de 210 mm et de 106 kg à près de 130 km. Son principal défaut : ne  pas avoir pris en compte l'ultime innovation de l'artillerie, le char d'assaut, qui permet de réconcilier le feu et le mouvement et qui est l'atout décisif et final des alliés.

## Évolution de l'artillerie allemande pendant la guerre

### L'artillerie allemande en 1914

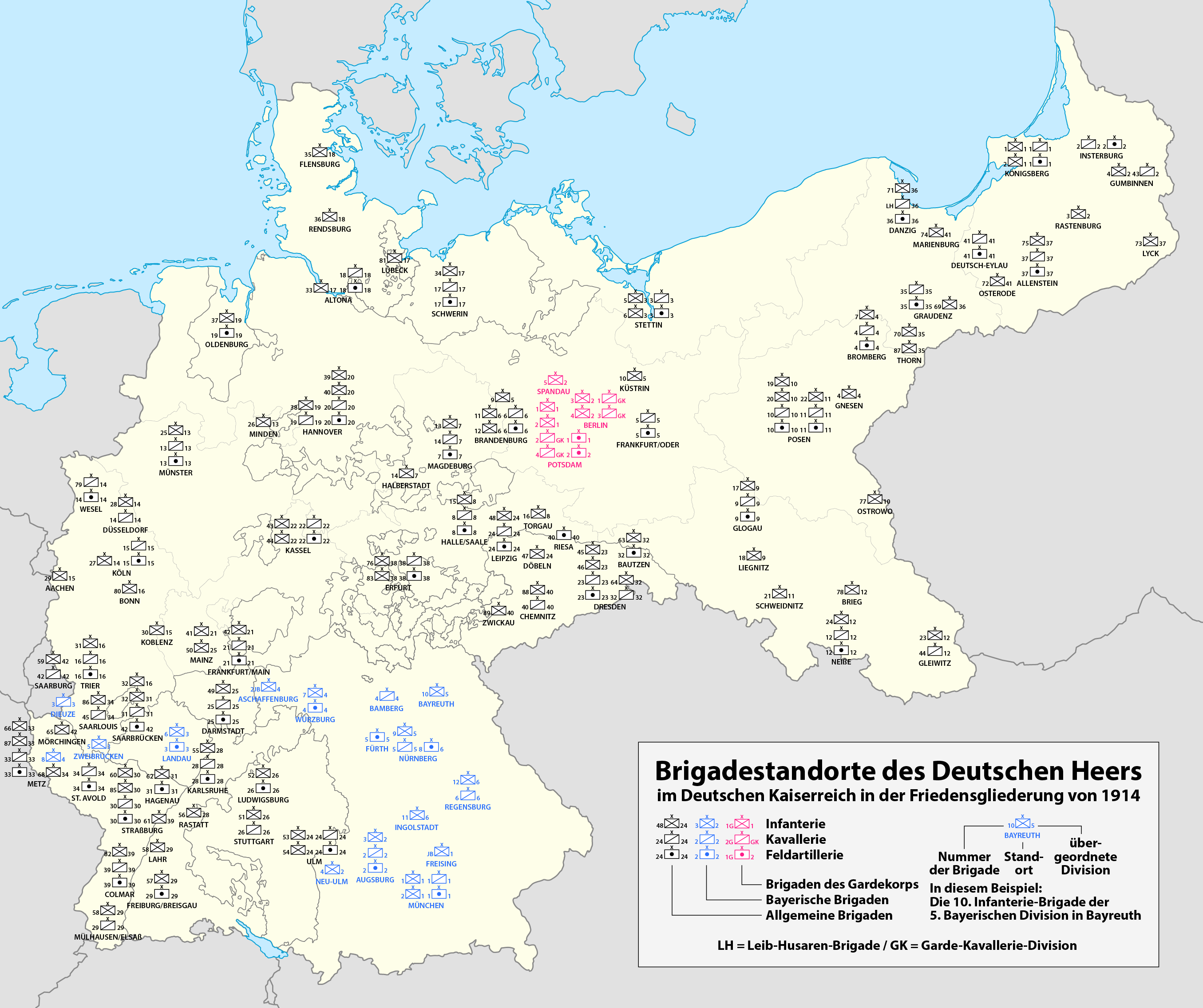
Les emplacements des brigades d'artillerie de campagne sont représentées par un rectangle avec un point à l'intérieur.

L'artillerie de l'armée allemande en 1914 se divise en trois composantes, l'artillerie de campagne, l'artillerie à pied qui regroupe l'artillerie de forteresse et les mortiers qui dépendent, par un lien historique original, des "Pionniere" du génie. En effet, le génie, arme des fortifications met en œuvre les pièces d'artillerie de siège.

#### L'artillerie de campagne
Selon son plan de mobilisation l'artillerie de campagne allemande comprend : 
- 102 régiments d'artillerie de campagne d'active et 29 régiments d'artillerie de campagne de réserve, chacun avec deux groupes (Abteilung) de trois batteries avec six pièces chacune ;
- 11 groupes d'artillerie à cheval  pour les divisions de cavalerie à trois batteries de quatre pièces chacune ;
- 40 groupes mobiles de dépôts (Ersatz) de l'artillerie de campagne chacun de deux batterie de six pièces ;
- 5 batteries Landwehr indépendantes ;
- 22 batteries de Landsturm ;
- 3 groupes de dépôt (Ersatz) de la Landwehr.

#### L'artillerie à pied
Avec la mobilisation de 1914, l'artillerie à pied est dissoute et les unités sont affectées aux niveaux des groupes d'armées et des armées. Lorsque la guerre éclate, elle se compose de : 
- 26 bataillons d'obusiers de campagne lourds de 150 mm, avec seize pièces chacun, subordonnés au corps d'armée, et un groupe supplémentaire de canons de 100 mm attaché au IX. corps de réserve de la I. armée  pour renforcer l'aile marchante sur le front occidental ;
- 14 bataillons de mortiers de 210 mm de huit pièces chacun. Ces groupes sont déployés pour combattre les fortifications adverses ;
- 5 batteries (trois batteries montées sur rail et deux motorisées)  de mortiers lourds d'artillerie côtière de 305 mm ;
- 3 batteries de mortier de 420 mm, dont deux sur rail ;
- 15 bataillons et demi déployés dans les fortifications permanentes, qui incluent les effectifs des 50 bataillons d'artillerie de réserve, qui n'ont ni équipement, ni colonnes de munitions.

#### L'artillerie de tranchée
Avant la guerre, seule l'armée allemande possède une artillerie de tranchée. Curieusement, elle est le résultat de ce qu'on appelle dans l'armée "une querelle de bouton" qui, dans ce cas précis, a une issue positive. En effet, le génie qui est une arme quelque peu laissée pour compte car liée à la fortification, cherche une manière de participer au combat de manière active prétextant son rôle comme arme de la protection et de la fortification. En 1910 est donc développé à son profit par Rheinmetall un lance charge explosive lourd, le schwere Minenwerfer (sMW) du calibre de 250 mm et d'une portée de 600 m. Son rôle dans la chute des forts belges et du fort de Maubeuge est à souligner. De même, en 1913, Rheinmetall développe un lance charge explosives moyen (mittlere Minenwerfer mMW) de 170 mm. Enfin, en 1914 apparaît un lance charge explosive léger (leicht Minenwerfer lMW) de 75,8 mm qui est modifié en 1916 sous le nom de leicht Minenwerfer neuer Art (lMW n/A).
Naturellement, ces armes s'avèrent tout à fait adaptées à la guerre de tranchée et surprennent les alliés. Toutefois, la pénurie oblige les Allemands, comme les Français ou les Britanniques a ressortir des arsenaux des mortiers du siècle dernier qui reçoivent comme appellation Erdmörser (les mortiers en terre) de nombreux modèles différents. sMW, mMW et lMW sont améliorés en 1916. Ils reçoivent un canon plus long pour améliorer leur portée. Le lMW reçoit  même une capacité de tir tendu qui lui donne une arme antichar. Parallèlement sont adoptés des mortiers de tout type à âme lisse venant d'autres industriels allemands comme ̈Albrecht, Ehrardt, Genter, Heidenheim, Iko, Lanz, Voith et ̈Bosch; Le modèle le plus connu est le mortier de 240 mm qui lance un projectile à ailette (Schwehr Flügel Minenwerfer (SFlügelMiW). En 1916, l'artillerie de tranchée est reprise en main par l'artillerie de campagne. Elle est organisée à raison d'une compagnie par division qui comprend 3 sMW, 6mMW et 12 lMW. En 1917-1918, l'infanterie s'en mêle et reçoit à cet effet l'intégralité des Minenwerfer légers. Un mortier de 75,8 mm avec une portée de 1 300 m est adopté. Il est réparti à raison de deux par bataillon d'infanterie. Les compagnies d'artillerie de tranchée sont alors réarticulées à raison de 4 mortiers lourdes et 8 mortiers moyens. 13 bataillons autonomes sont créés, chacun comprenant quatre compagnies de 6 pièces lourdes et 4 moyennes. En 1918, des travaux sont effectués pour construire un lance charge très lourd, un sehr schwehr Minenwerfer (ss MW) de 380 mm, mais qui ne sera pas déployé.
Au début de la guerre, l'armée de terre dispose de 45 lance grenade (Minenwerfer)  de 25 cm avec une portée de 900 m et 116 lance grenades moyens de 17 cm. À ceux-ci s'ajoutent des pièces de forteresse de prises plus anciennes. À la fin de la guerre, elle dispose de 1 234 lance-grenades lourds, 2 361 lance-grenades moyens et 12 239 lance grenades légers. Ces derniers sont introduits pendant le conflit.
Nombre de ces armes ornent encore les monuments aux morts français.
Au total et au maximum, elle comprend 633 batteries d'artillerie de campagne d'active auxquelles s'ajoutent les 828 batteries de campagne des formations de réserve. Elle comprend aussi les cinquante bataillons d'artillerie à pied et 122 formations de réserves. Elle inclut 14 681 officiers et 412 323 sous-officiers et militaires du rang. Elle constitue ainsi 22 pour cent de l'armée en campagne.
L'artillerie de campagne française s'avère supérieure à l'artillerie de campagne allemande dans la première phase de la guerre mais l'artillerie lourde est un atout majeur de l'armée allemande, notamment dans les tirs de contre-batterie lors de l'offensive initiale et l'investissement des fortifications belges et françaises. Toutefois, après le début de la guerre de position, elle se révèle insuffisante notamment dans la Réserve et dans la Landwehr. C'est pourquoi elle est renforcée par de l'artillerie navale et de l'artillerie sur voie ferrée.

#### Organisation
En 1914, l'artillerie est organisée à raison d'une brigade d'artillerie par division qui lui donne son numéro.
Pour les divisions d'active, chaque régiment est articulé en deux groupes de trois batteries de 6 pièces chacune. Pour le premier régiment, les deux groupes sont équipés de canon de 77mm. Pour le deuxième régiment, le deuxième groupe comprend deux batteries de 77mm et une batterie d'obusier de 105mm.
Pour les divisions de réserve, la brigade comprend deux régiments à trois groupes de trois batteries à quatre pièces. Dans chaque régiment, les deux premiers groupes sont équipés de canons de 77mm et le troisième groupe est équipé d'obusiers légers de 105mm. L'augmentation de la cadence de tir entre l'automne 1914 et mars 1915 permet de réduire la batterie d'active de six à quatre pièces et autorise la constitution de trois cents batteries supplémentaires qui peuvent être ainsi incluses dans la constitution de nouvelles divisions.

### 1917 Une nouvelle articulation
Au printemps 1917, la distinction artillerie de campagne et artillerie à pied est abolie. Les brigades d'artillerie sont dissoutes. Les brigades sont remplacés par des commandements de l'artillerie (Arko : Artillerie Kommando) avec, à leur tête, un général de brigade ou un officier ayant commandé un régiment, ceci afin d'assouplir la subordination de l'artillerie et fournir des concentrations de feu adaptées. Chaque Arko est composé d'un régiment d'artillerie de campagne et d'un groupe d'artillerie lourde ou un bataillon d'artillerie à pied. Au niveau de l'armée, l'ancien général de l'artillerie à pied (General der Fußartillerie) est rebaptisé Général de l'artillerie (General von der Artillerie) . Par ailleurs, l'artillerie lourde est sectorisée. Elle est dissociée des grandes unités et reliée à une zone de front selon l'activité qui y est exercé. Elle est déplacée en fonction des points d'efforts.
À partir de mai 1918, pour la première fois, six régiments d'artillerie sont motorisés avec des camions.
À l'été 1917, les batteries d'artillerie lourde de 130 et 210 mm sont réduites à trois pièces alors que les batteries de 150 et de 170 mm sont portées à deux. Chaque batterie dispose désormais de sa propre colonne de munitions qui était subordonnée au régiment auparavant.
L'artillerie allemande utilise 73 types de bouches à feu pendant la guerre, dont 57 types proviennent des armes capturées.
Pendant le conflit, l'artillerie de campagne est renforcée. À son maximum en 1918, elle se compose de : 
- 297 régiments d'artillerie de campagne (Feldartillerie Regiment (FAR)), chacun avec trois groupes de trois batteries à quatre canons (soit un total de 36 canons par régiment d'artillerie de campagne) ;
- 6 groupes indépendants ;
- 3 groupes à cheval ;
- 6 groupes motorisés ;
- 7 groupes d'artillerie de montagne (Gebirgs-Artillerie Abteilungen (GAAbt));
- 50 batteries de canons d'infanterie  (Infanterie-Geschützbatterien (IGB)) ;
- 53 batteries d'accompagnement d'infanterie (Infanteriebegleitbatterien (IBB));
- 785 colonnes de munitions pour armes légères.

À la fin de la guerre, l'artillerie dispose de 11 300 canons de campagne et la proportion d'obusiers par rapport aux canons double, un sur trois à la mobilisation et un sur 1,5 à son niveau maximum. L'artillerie lourde est donc accrue de 30 %.

### Commandement et doctrine

#### La doctrine initiale
La progression à découvert et le déploiement des batteries en tir direct face au feu de l'ennemi dans l'offensive ou le combat de rencontre n'a plus de sens avec la guerre de position. La protection et le camouflage des pièces devient la règle. La position doit être cachée aux vues et aux feux de l'ennemi. Le tir est désormais indirect et ordonné, conduit et contrôlé depuis un observatoire séparé de la batterie, exercice auquel les artilleurs ne se sont pas vraiment préparé en temps de paix. Au cours de la guerre, les tirs planifiés et préparés se développent avec de plus en plus de précision, ce qui permet des tirs de masse précis d'emblée sans préparation ni réglage propres à créer la surprise chez l'ennemi.
À partir de 1889, l'artillerie de campagne est également appelée « artillerie mobile », car pendant la progression, les artilleurs sont désormais assis sur les chevaux de trait, les caissons et le canon afin de pouvoir se mettre en batterie à tout moment à partir de l'axe de progression et ouvrir le feu au plus tôt. En plus des canons, chaque batterie dispose d'une voiture d'observation à six chevaux avec équipage et équipement pour l'installation d'un poste d'observation.
Lors de la mise en batterie, les canons sont disposés côte à côte, avec les caissons à munitions à huit pas derrière environ. L'équipage du canon se compose du chef de pièce et de six artilleurs (K1-K6), chacun ayant des tâches dédiées, telles que pointer le tube, préparer des munitions avec des fusées et des charges de propulsion, tirer puis entretenir le tube, etc.
À environ 300 m en arrière de la position de tir, le train de combat de la batterie est mis à couvert alors que la colonne de munitions est déployée 600 m derrière la position.

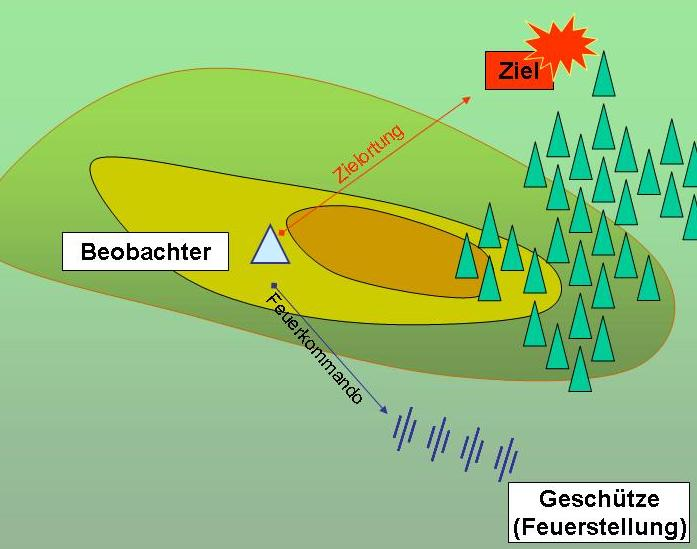
Procédure du contrôle du tir en indirect par l'observatoire.

Avant le tir d'efficacité, une phase de réglage des pièces est dirigée par le commandant de batterie depuis l'observatoire. Position de batterie et objectif doivent être visibles depuis celui-ci.
L'objectif doit être localisé sur le terrain et sur la carte avec les jumelles, la binoculaire et la boussole. Les angles entre la batterie et l'objectif doivent être déterminés sur un cercle de 6 400 millièmes. L'ordre de tir est donné par un système de fanion ou par morse dans l'artillerie de campagne et à l'aide de deux drapeaux de signalisation dans l'artillerie à pied. Pendant la guerre de tranchées, les communications sont assurées par téléphone de campagne mais les fils sont très vulnérables aux tirs de l'artillerie ennemie. Les liaisons entre la troupe soutenue, les observatoires et les batteries sont souvent mises en danger par le combat.
À l'observation terrestre s'ajoute l'observation aérienne au début à l'aide de ballon captifs attachés par des câbles à des treuils, ensuite, à l'aide d'aéronefs dans lesquels sont placés des observateurs qui bénéficient à partir de 1915 de radios aéroportées.
Artillerie de campagne et artillerie à pied utilisent la même méthode de tir, c'est-à-dire la localisation de la cible en fonction de ses coordonnées cartésiennes, de son altitude, de son étendue en surface puis à l'aide d'un réglage par encadrement avec des bonds de cent mètres en cent mètres.
La batterie ou le groupe sont considérés comme l'unité tactique. Les tirs d'efficacité sont délivrés de manière suivante :  
- feu par salve (Salvenfeuer) : les pièces tirent simultanément après un seul commandement ;
- feu roulant (Staffelfeuer, Flügelfeuer) : les pièces tirent successivement les unes après les autres selon un intervalle de temps déterminé ou au commandement. Le tir peut être vissé, la pièce de gauche tire plus près que la  pièce de droite ou dévissé, la pièce de droite tire plus près que la pièce de gauche pour s'adapter à la forme de l'objectif ;
- feu de groupe (Gruppenfeuer) : déclenché aux ordres du chef de pièce ;
- tir rapide (Schnellfeuer).

#### La révolution du Colonel Bruchmüller
Pendant la guerre, le colonel Bruchmüller révolutionne l'usage de l'artillerie. En 1918, il joue un rôle particulièrement important dans les offensives du début de l'année, notamment pour l'opération Michaël. Pour ces faits là, il reçoit à deux reprises la décoration  "Pour le mérite". Il spécialise les unités d'artillerie dans des tâches très précises afin d'optimiser leur action dans le combat :
L'Infanteriebekämpfungartillerie (IKA) artillerie anti-infanterie, mobilise 75 pour cent des capacités de l'artillerie et comprend les pièces lourdes de la F̞ussartillerie et les mortiers de tranchées.
L'Artilleriebekämpfungsartillerie (AKA) artillerie anti-artillerie mobilise 20 pour cent des capacités de l'artillerie et agit contre l'artillerie adverse par des feux préventifs ou des feux de contrebatterie.
La Fernkampfartillerie (FEKA) artillerie à longue portée se charge des objectifs dans la profondeur, des états-majors, des centres logistiques, des voies de communications, etc.
La Schwerste Flachfeuerartillerie (SCHWEFLA) autrement connue sous le nom de Barbara comprend des pièces lourdes à tir courbe et traite tous les objectifs "durcis", les états-majors enterrés, les magasins souterrains et les nœuds ferroviaires.
Les Minenwerfer (MW) lance-grenades, ont pour mission avant l'opération sous les ordres de l'IKA de détruire les réseaux barbelés puis, placés sous les ordres directs de l'infanterie pendant l'action, ils assurent son appui direct.
Les Infanteriebegleitbatterien (IBB) sont des batteries d'artillerie de campagne destinées à appuyer les premières vagues d'assaut à une distance de 1000 à 2000 m essentiellement avec des pièces de campagne de 77mm hippomobiles et, par la suite avec des canons antichar.
Les Infanterie-Geschützbatterien (IGB) ou batteries de canons d'infanterie suivent directement la première vague avec des canons de prises russes de 76,2 mm raccourcis que les artilleurs manœuvrent à bras. Ils sont chargés du soutien rapproché de l'infanterie et notamment de neutraliser les poches de résistance, les mitrailleuses et les tireurs embusqués.

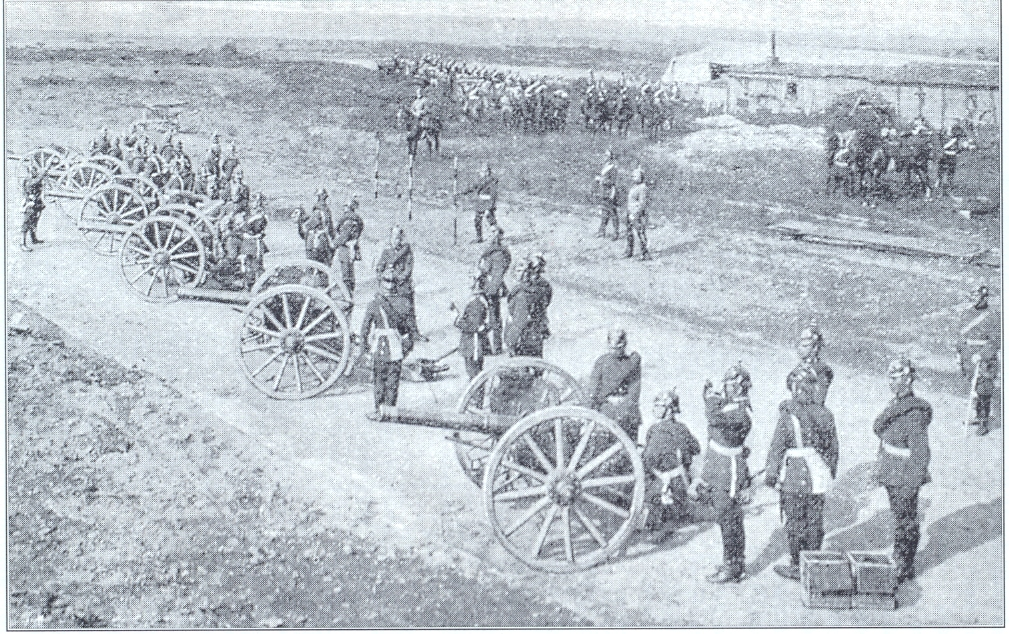
Batterie de campagne en position de tir.
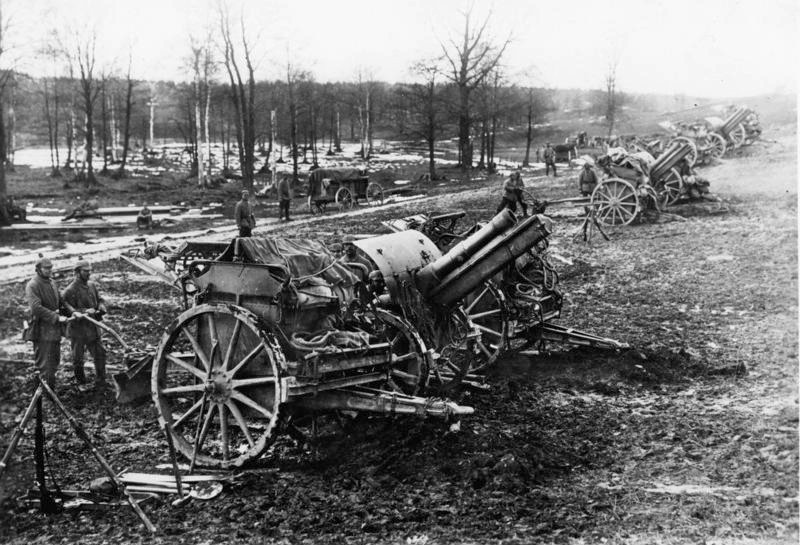
Obusiers de campagne de 15 cm en position de tir près d'Arras, front occidental 1917.
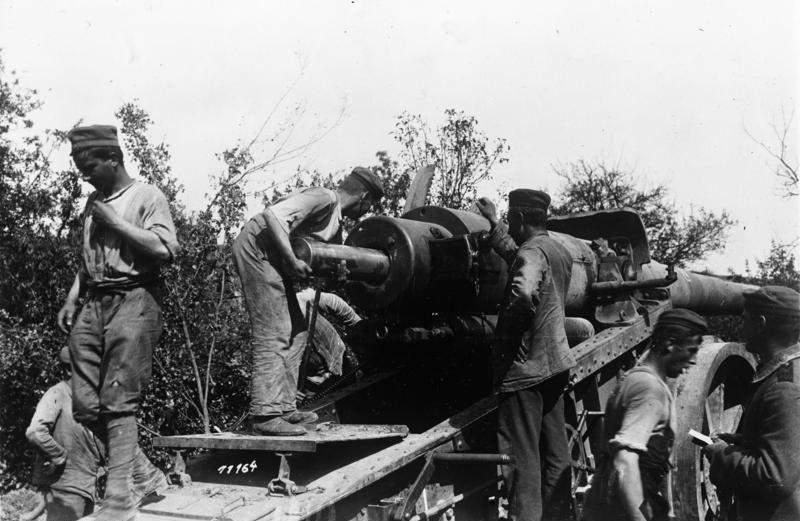
Position de tir sur le front ouest.
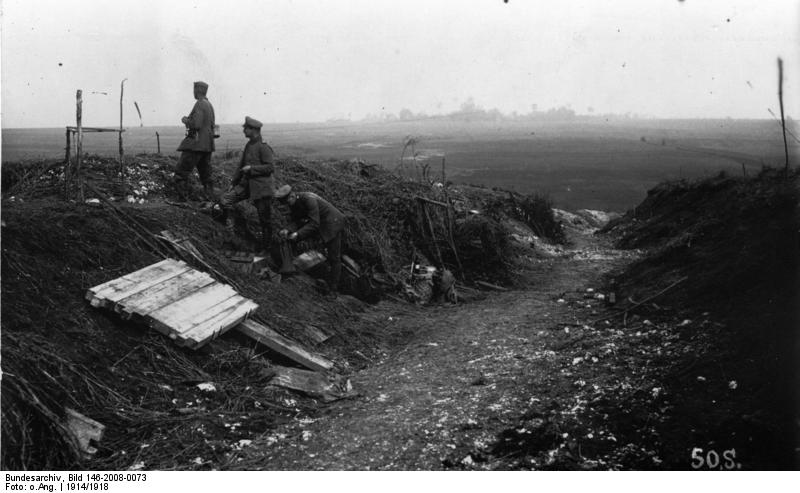
Position de l'artillerie sur le front ouest.
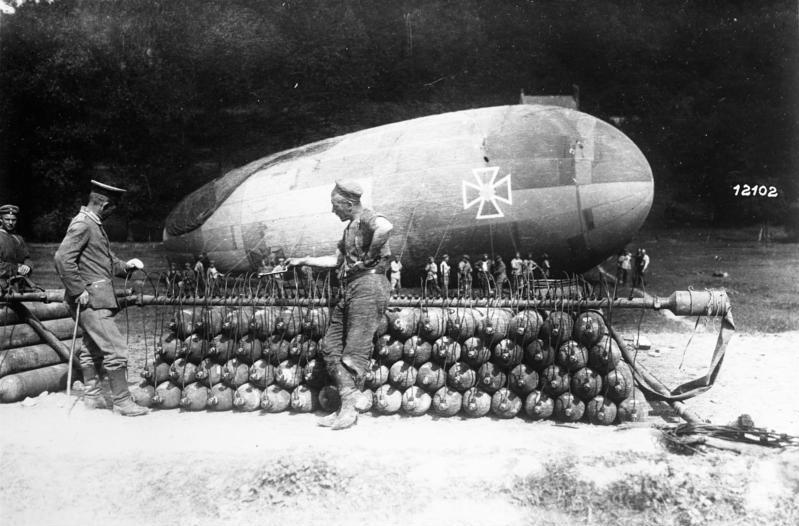
Préparation d'un ballon captif, front occidental.
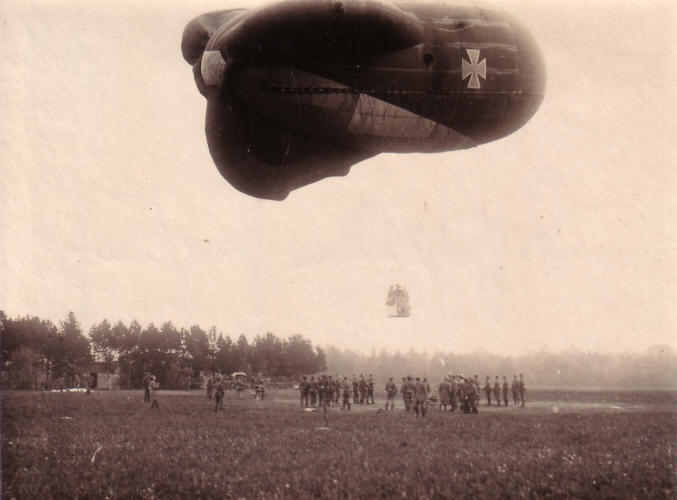
Ascension d'un ballon captif, front occidental 1917.
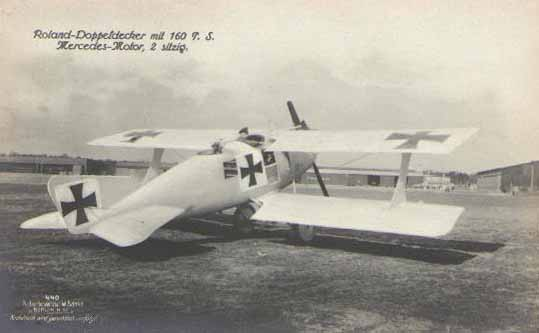
Le Roland C.II Walfisch sert entre autres d'avion d'observation d'artillerie.
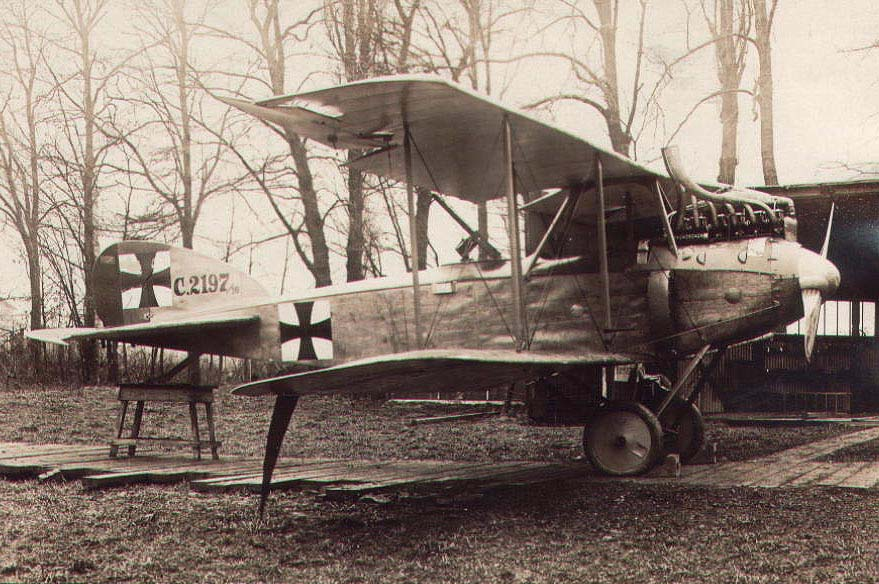
L' Albatros CV, apparu au printemps 191, est fréquemment utilisé comme avion d'observation d'artillerie.

### Munitions
Après l'invention de la dynamite en 1867 par Alfred Nobel, la poudre noire est remplacée par de la dynamite puis par de la gélatine explosive en 1877 et enfin par de la poudre sans fumée en 1887. Cette poudre est contenue dans des gargousses, sacs textiles, pour les obusiers et l'artillerie lourde ou dans des douilles en métal mou pour les pièces de campagne. Ces progrès simplifient largement le processus de chargement. La vue sur le champ de bataille n'est pas brouillée et l'ennemi repère plus difficilement les batteries par la fumée qu'elles émettent.
À l'origine, les artilleurs disposent de trois types de munitions, les obus explosifs qui servent à tout usage, des boites à mitrailles pour la défense rapprochée et les schrapnels pour les tirs fusant contre l'infanterie. Puis les obus éclairants et des obus antichars sont développés. Au début de la guerre, l'artillerie allemande dispose d'une munition unique qui peut être utilisée à volonté comme munition explosive et comme schrapnel. Elle dispose de fusées percutantes ou de fusées à temps (fusée à double usage) selon les besoins.
À partir de 1916, des obus à gaz marquées de croix colorées sont également mis en œuvre, notamment :
- croix bleue avec des gaz d'arsenic comme le chlorure de diphénylarsine ;
- croix verte avec des gaz asphyxiants comme le chlore et le phosgène ;
- croix jaune : avec des liquides vésicants comme le gaz moutarde ou l'ypérite.

### Artillerie de campagne
La mission de l'artillerie de campagne est de fournir un soutien direct aux troupes de mêlée, en particulier à l'infanterie. Elle est censée supprimer les objectifs ennemis qui se trouvent hors de portée des armes d'infanterie. À la suite de l'expérience acquise lors des guerres de 1864 et 1870, l'accent est mis sur des tirs d'obus shrapnel contre la troupe.
Une batterie d'artillerie de campagne est dirigée par un commandant de batterie ayant le grade de capitaine. En 1914, elle se compose de cinq officiers et 148 sous-officiers / militaires du rang avec 139 chevaux, dix-sept véhicules et six canons.
La batterie s'articule en trois éléménts :  
- la batterie proprement dite avec sa voiture d'observation, et trois puis deux sections de deux canons. Il lui est associé six chevaux et trois voitures à munitions ;
- la train de combat no 1 avec trois voitures de munitions et une voiture de ravitaillement ;
- le train de combat no 2 avec une voiture de stockage, une voiture de nourriture, une voiture de fourrage et une forge de campagne.

Les artilleurs sont armés de mousquetons et baïonnettes et les officiers de sabres et de pistolets pour assurer leur défense rapprochée. En 1918, deux mitrailleuses légères par batterie sont ajoutées pour la défense anti-aérienne et rapprochée.
L'artillerie de campagne est approvisionnée en munitions par la colonne de munitions légères du groupe. Certaines de ces colonnes sont directement subordonnées à l'armée pendant la guerre de tranchées.

#### Pièces de campagne
Depuis 1861, l'artillerie allemande emploie des pièces chargés par la culasse. Le tube standard est le canon à tir tendu C73 de calibre 78,5 mm et 8,8 mm en acier coulé. Il est remplacé en 1896 par le canon de campagne 96. En 1905, ce modèle est modifié par Rheinmetall et Krupp pour devenir le canon de campagne Feldkanone 96 n.A. (neuer art = « amélioré ») qui reçoit un bouclier blindé pour faire face aux coups de l'ennemi, un siège de visée pour le pointeur, un frein de recul hydropneumatique, qui rend inutile un renouvellement du pointage après chaque coup, des organes de visés et de mise en cible améliorés, comme le goniomètre à visée circulaire pour le tir indirect et une livrée camouflée feldgrau. Parallèlement est développé, l'obusier de campagne 98/09 est développé avec des trajectoires de tir verticales et plongeantes, qui permet de traiter par visée indirecte  des objectifs dissimulés des vues, des fortifications de campagne et des positions couvertes. À cela s'ajoute d'autres améliorations. Les enseignements tirés de l'expérience acquise lors de la guerre russo-japonaise de 1905 montrent que les feux doivent être conduits de manière rapide et précise. Les batteries reçoivent donc une voiture d'observation et des véhicules de transport de munition, des outils pour construire des fortifications de circonstance, des téléphones de campagne pour communiquer et des coups complets avec charge propulsive incluse dans des douilles en lieu de charges séparées. Les pièces lourdes reçoivent des patins Singoli pour les roues de manière à pouvoir mettre en œuvre les mortiers de 210 mm directement à partir de l'affut de transport. Des colonnes de munitions sont mises en place pour assurer la continuité de l'approvisionnement.
Au début de la Première Guerre mondiale, le canon de campagne de 7,7 cm 96 n.A. au nombre de 5096 est la pièce standard de l'artillerie de campagne avec l'obusier léger de campagne de 105 mm 98/09 au nombre de 1 230. Ce n'est qu'en 1916 qu'ils sont remplacés par des armes modernisés plus adaptées.
| Modèle                                  | Calibre (mm)                        | Portée (m)                          | V0 (m/s)                            | Élévation (°)                       | Mise en service                     | Remarques                                                             |
| Armes anciennes sans lien élastique     | Armes anciennes sans lien élastique | Armes anciennes sans lien élastique | Armes anciennes sans lien élastique | Armes anciennes sans lien élastique | Armes anciennes sans lien élastique | Armes anciennes sans lien élastique                                   |
| --------------------------------------- | ----------------------------------- | ----------------------------------- | ----------------------------------- | ----------------------------------- | ----------------------------------- | --------------------------------------------------------------------- |
| Leichte 8-cm-Feldkanone C/73            | 78,5                                | 6 800                               | 465                                 |                                     | 1874                                | Pour l'artillerie de campagne des unités de cavalerie                 |
| Schwere 9-cm-Feldkanone C / 73          | 88                                  | 7 000                               | 444                                 |                                     | 1874                                | Pour l'artillerie de campagne des unités d'infanterie                 |
| 9-cm-Feldkanone C / 73/91               | 88                                  | 7 100                               | 464                                 | −15 ° / + 16 °                      | 1891                                | Canons de campagne rebattus de 8 ou 9 cm avec un calibre standard     |
| 7,7 cm- Feldkanone C / 96               | 77                                  | 7 800                               | 465                                 |                                     | 1896                                | avec frein à câble                                                    |
| 10,5-cm-Feldhaubitze C / 98             | 105                                 | 5 600                               | 300                                 |                                     | 1898                                | avec frein à câble                                                    |
| Armes plus récentes avec lien elastique |                                     |                                     |                                     |                                     |                                     |                                                                       |
| 7,7 cm-Feldkanone 96 n.A.               | 77                                  | 7 800                               | 465                                 | −13 ° / + 15 °                      | 1905                                | Conversion du canon de campagne C / 96; Canon standard 1914           |
| 7,7 cm-Feldkanone 16                    | 77                                  | 10 700                              | 525                                 | −10 ° / + 40 °                      | 1916                                |                                                                       |
| 10,5-cm-leichte Feldhaubitze 98/09      | 105                                 | 6 300                               | 302                                 | −10 ° / + 40 °                      | 1909                                | Reconstruction du le. Obusier de campagne C / 98; Canon standard 1914 |
| 10,5-cm-leichte Feldhaubize 16          | 105                                 | 9 700                               | 427                                 | −10 ° / + 40 °                      | 1916                                |                                                                       |

Il convient de noter qu'en plus des armes répertoriées ci-dessus, de nombreuses armes de prise ont été utilisées.

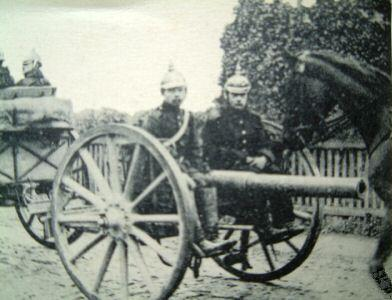
Canon de campagne de 7,7 cm 96.
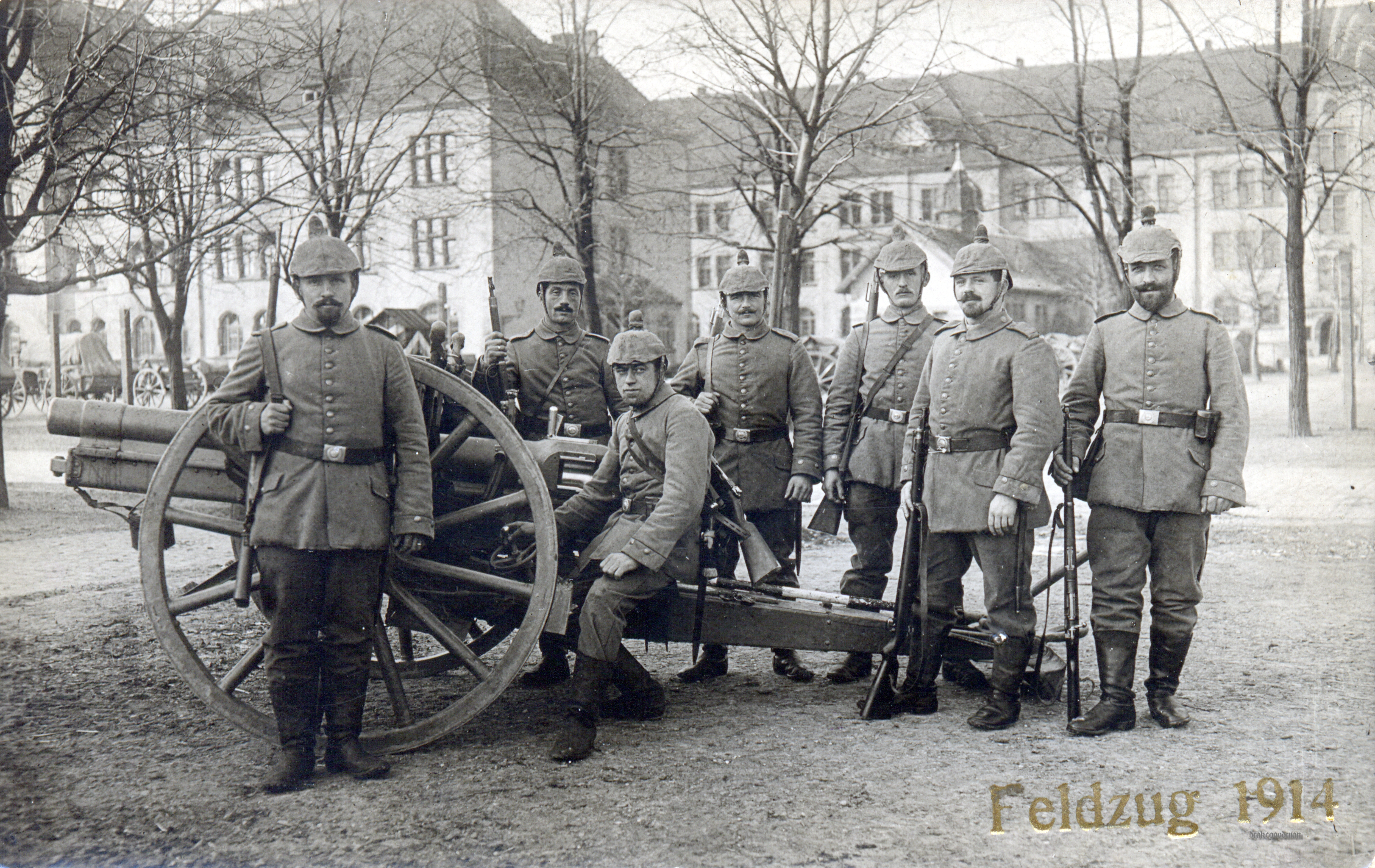
Canon de campagne de 7,7 cm 96 nA avec équipe.
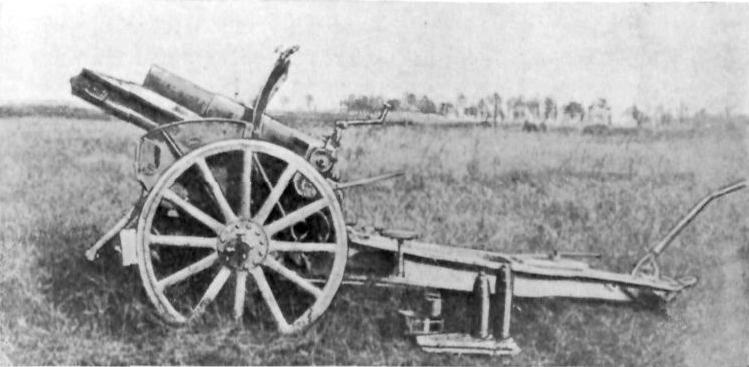
Obusier de 10,5 cm 98/09.
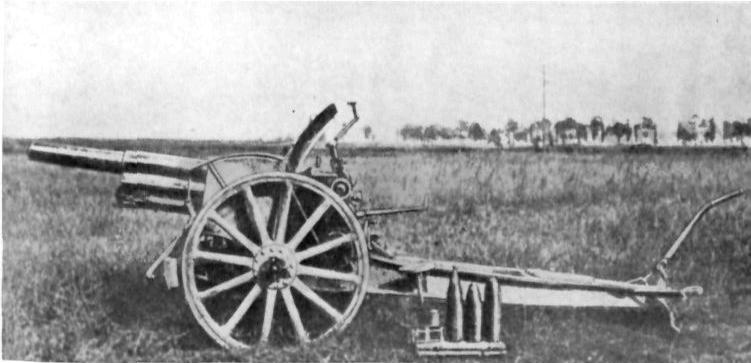
Obusier de 10,5 cm 16.
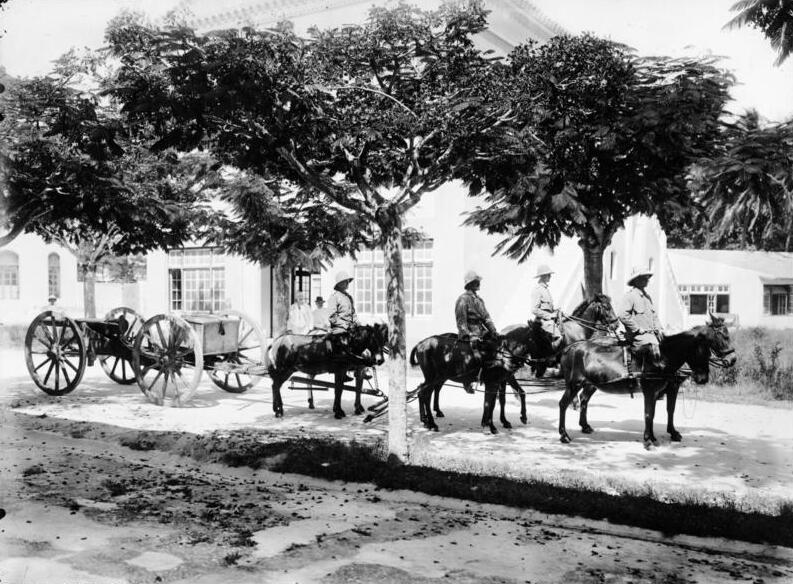
Canon de la Schutztruppe allemande en Afrique de l'Est allemande.

#### Artillerie antiaérienne, de montagne, antichar et d'infanterie

##### Canons anti-aériens
Les premiers canons anti-ballons Krupp, tractés à cette époque, ont déjà été utilisés pour combattre les ballons libres, lors du siège de Paris, en décembre 1870. Après l'arrivée des dirigeables, la question des aéronefs de combat est redevenue aiguë. Le ministère de la Guerre de Prusse charge donc la Commission d'essais de l' artillerie (Artillerie-Prüfungskommission APK) de clarifier cette question au début de 1906. À cette fin, entre 1907 et 1908 l'APK fait tester des matériels Krupp et Rheinmetall. Après la fin des essais, les premiers canons antiaériens motorisés ou tirés par des chevaux sont mis en service par l'armée au début de 1914 et rattachés organiquement aux régiments d'artillerie. Toutefois, ils restent tactiquement indépendants. Au début de la guerre, le nombre de canon antiaérien n'est pas suffisant. Aussi, des canons de campagne règlementaires sont réalésés, montés sur des affuts ad hoc et utilisés comme pièces antiaériennes. Compte tenu de la menace croissante des avions de reconnaissance et de bombardement, de plus en plus de tubes rebaptisés « canons antiaériens », à partir de 1916, sont utilisés. Entre-temps, la défense aérienne est complètement découplée de l'artillerie et assignée aux forces aériennes nouvellement créés.

##### Artillerie de montagne
L'expérience de la guerre montre la nécessité d'une nouvelle spécialité, l'artillerie de montagne (Gebirgsartillerie).
La bataille des Vosges nécessite l'usage de pièces adaptées au combat en montagne. À partir de 1915, des canons de montagne de 7,5 cm d'Erhardt sont utilisés pour la première fois du côté allemand, initialement destinés à la force impériale de protection des colonies et peuvent être transporté par six bêtes de somme. Les canons Skoda de 7,5 cm de l'artillerie austro-hongroises livrés à partir de 1917 se révèlent. Les pièces de montagne sont déployées essentiellement sur le front ouest dans les Vosges, mais certains d'entre eux sont employés sur le front de Roumanie dans les Carpathes et sur le front italien dans les Alpes. En 1918, il y a au total sept groupes d'artillerie de montagne soit vingt-deux batteries. Pour ce qui est du transport particulièrement difficile de l'obusier lourd et du canon de 100 mm des escadrons de transport spécifiques sont créés équipés de charrettes de montagne.
| Modèle                                    | calibre (mm) | Portée      | V0      | Élévation       | introduction | Remarques                                                    |
| ----------------------------------------- | ------------ | ----------- | ------- | --------------- | ------------ | ------------------------------------------------------------ |
| 7,5-cm-Gebirgskanone L / 17 M.08          | 75           | 5 750       | 300     | −7 ° / + 38,5 ° |              | pour la force de protection en Afrique du Sud-Ouest allemand |
| 7,5-cm-Gebirgskanone L / 14 (Krupp)       | 75           | 5 400       | 300     | −10 ° / + 30 °  | 1914         | commandé à l'origine par l'armée chilienne                   |
| 10,5-cm-Gebirgskanone M15 (Skoda)         | 75           | 6 650-7 000 | 224-382 | −9 ° / + 50 °   | 1917         | Canon autrichien                                             |
| 10,5-cm- Gebirgshaubitze L / 11,4 (Krupp) | 105          |             |         |                 | 1916         |                                                              |
| 10-cm- Gebirgshaubitze M.16 (Skoda)       | 105          | 7 750       | 180-325 | −8 ° / + 70 °   | 1917         | Canon autrichien                                             |

##### Canons d'infanterie
Pour combattre les cibles ennemies en tir direct, des canons de campagne sont d'abord rapprochés de la ligne de front pour un appui-feu direct à l'infanterie. À partir de 1916, l'armée française met en service des canons spéciaux d'infanterie de 37 mm dont l'efficacité reste discutable. L'Allemagne en fait de même mais avec des canons de 77 mm de campagne beaucoup plus puissants. Ces canons d'infanterie sont déployés au cours de la dernière année de la guerre.

##### Canons antichars
L'utilisation massive de chars par les Alliés nécessite également l'installation de canons de campagne à proximité du front. Dans un premier temps, la lutte antichar est improvisée avec l'artillerie de campagne, mais, à partir de 1917, sont développés des canons et des fusils antichar spécifiques. Les fusils sont confiés à l'infanterie. Les canons antichar et canons d'infanterie sont regroupés pour former des batteries d'accompagnement de l'infanterie (Infanteriebegleitbatterien (IBB)).

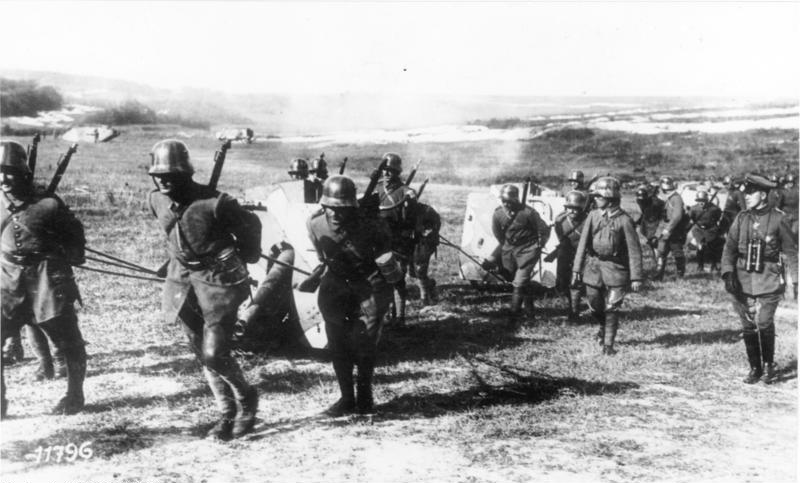
Canons amenés en position à la main par l'équipe de pièce.
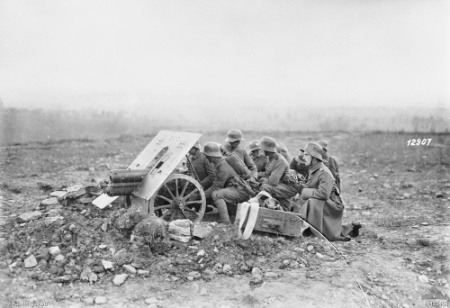
Équipe de pièce de canon antichar avec canon de 7,5 cm, octobre 1918.
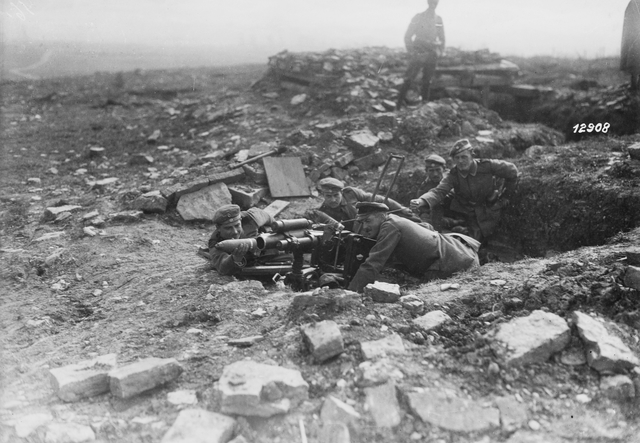
Équipe de pièce avec lance-mines de 7,58 cm pour la défense des chars, octobre 1918.
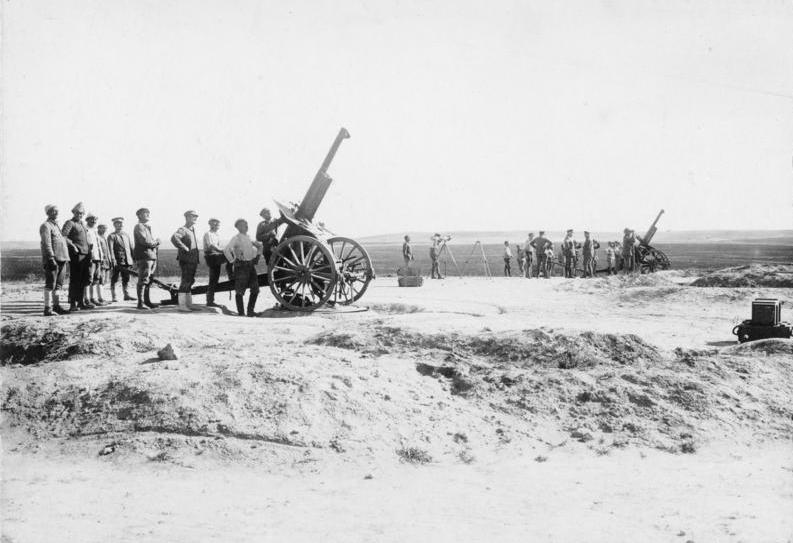
Canons anti-aériens allemands en Palestine, 1917.

### Artillerie à pied, artillerie de forteresse et artillerie de siège
Le 1er novembre 1872, l'artillerie à pied est séparée de l'artillerie de campagne: sa nouvelle mission est de s'attaquer aux places fortes, aux villes, aux liaisons routières dans la profondeur et à l'artillerie ennemie en tir indirect avec des obus explosifs. Elle soutient en particulier les opérations de siège. L'artillerie à pied reçoit son indépendance à partir de 1893. Elle devient alors une arme mobile, parfaitement entrainée et d'une puissance de feu énorme. L'artillerie de forteresse fixe lui  est également assignée.
L'artillerie à pied est divisée en régiments, bataillons et compagnies ; celles-ci sont rebaptisés batteries en 1908.
La nécessité de pouvoir utiliser l'artillerie lourde dans la lutte contre les fortifications de campagne conduit à la formation de l'artillerie lourde de campagne en 1896. Les armes sont rendues mobiles par des affuts tirés par des chevaux, souvent divisés en plusieurs charges. Elle utilise beaucoup de chevaux de trait lourd. Les canons standards au début de la guerre en 1914 sont l'obusier de 15 cm et le mortier de 21 cm. Les canons longue portée de 10 cm, 10,5 cm, 13 cm et 15 cm sont ajoutés plus tard.
Une batterie d'obusiers de campagne lourds est dirigée par un commandant de batterie ayant le grade de capitaine. En 1914, elle se compose de cinq officiers, un vétérinaire et 224 sous-officiers ou hommes du rang avec 122 chevaux, dix-huit véhicules et quatre canons. Une batterie avec deux mortiers de 42 cm peut compter même jiusqu'à 280 hommes.

#### Artillerie lourde
| Calibre / type                     | Portée (m) | V0 (m/s) | Angle de pointage | Mise en service | Commentaire                                            |
| ---------------------------------- | ---------- | -------- | ----------------- | --------------- | ------------------------------------------------------ |
| 10-cm-Kanone 14                    | 10 200     |          | −5 ° / + 45       | Mai 1915        |                                                        |
| 10-cm-Kanone 17 (de)               | 16 500     |          | −2 ° / + 45       | 1917            |                                                        |
| 13,5-cm-Kanone 09 (de)             | 16 500     |          | −5 ° / + 26       | 1910            |                                                        |
| 15-cm-schwere Feldhaubitze 13 (de) | 8 675      | 385      | 0 ° / + 45 °      | 1914            |                                                        |
| 15-cm-Kanone 16                    | 22 000     | 757      | + 8 ° / + 32 °    | 1916            |                                                        |
| 21-cm-Mörser 16                    | 11 100     | 393      | + 6 ° / + 70 °    | 1916            |                                                        |
| 21-cm-Kanone                       | 26 000     |          |                   |                 | Canon à chargement rapide                              |
| 24-cm-Kanone                       | 26 600     |          |                   | 1916            | Canon à chargement rapide sur voie ferrée.             |
| 28-cm-Haubitze L/12 (de)           | 10 400     | 350      | 0 ° / + 65 °      | 1900            | Canon de côte ou de siège                              |
| 28-cm-Kanone                       | 27 750     |          |                   |                 | Canon à chargement rapide sur voie ferrée              |
| 30,5-cm-Geschütz                   | 62 500     |          |                   |                 | Canon à chargement rapide pour affût sur voie ferrée   |
| 38-cm-Geschütz                     | 47 500     |          |                   |                 | Canon à chargement rapide de voie ferrée.              |
| 42-cm-Mörser                       | 14 100     |          |                   |                 | Deux modèles, sur affut hippomobile ou sur voie ferrée |

Les deux « canons de Paris » connus par le public français sous le nom de « la Grosse Bertha » sont transportés sur des rails et transportés sur des épis cachés entre mars et août 1918, ils tirent des obus de 210 mm sur Paris depuis une distance de plus de 130 km.

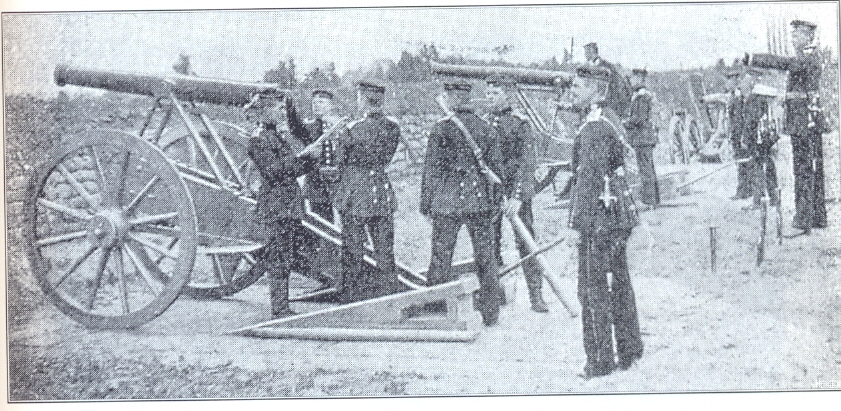
Artillerie à pied avec des canons de 9 cm à l'exercice
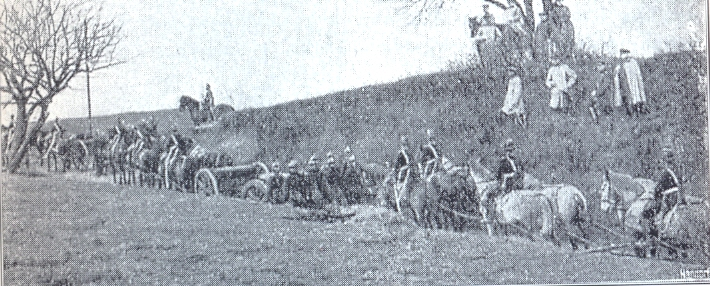
Obusier de campagne lourd de l'artillerie à pied, tiré par une section du train avec des chevaux de trait
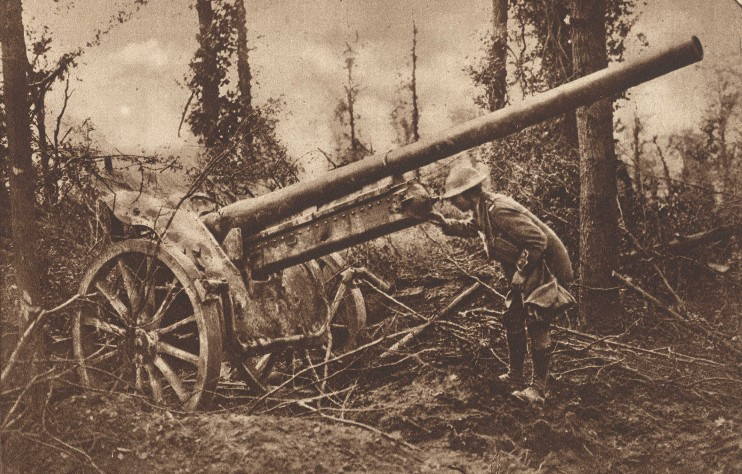
Canon de 10 cm capturé par les troupes britanniques
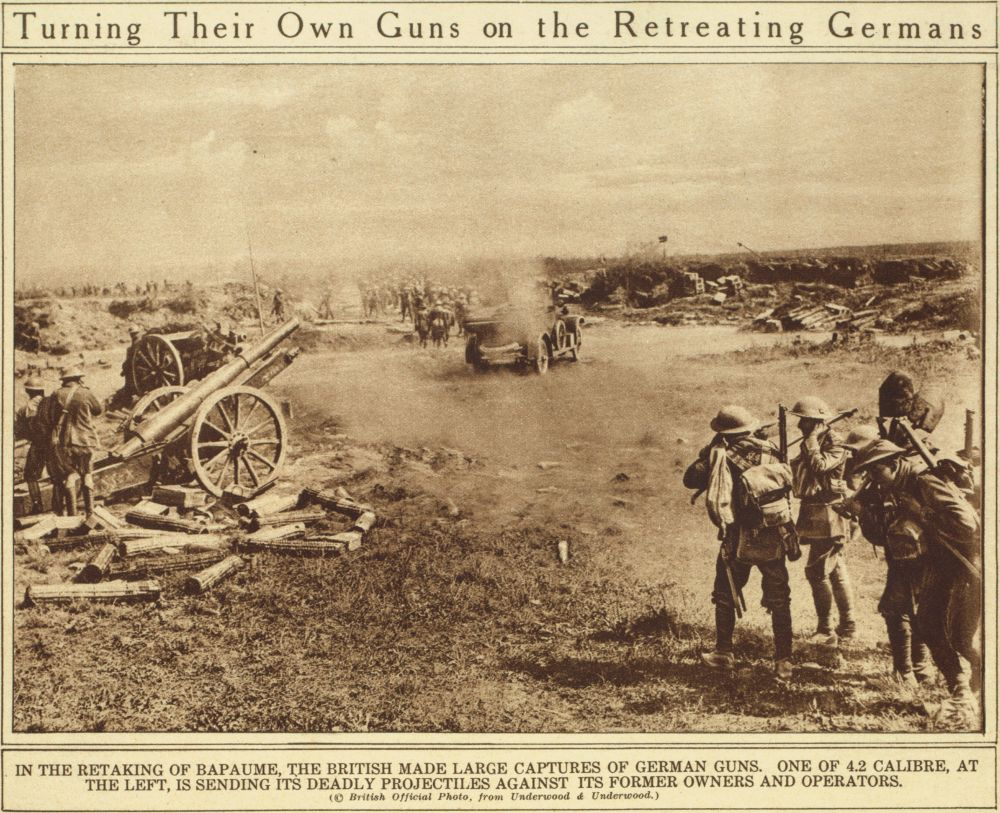
Canon 10 cm 04
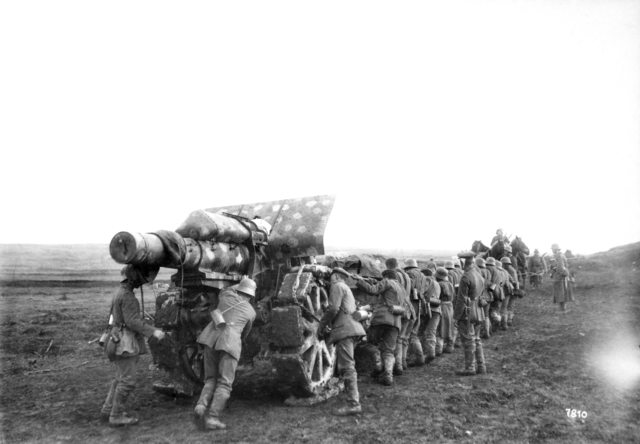
Mortier de 21 cm 16 sur le front occidental en 1918
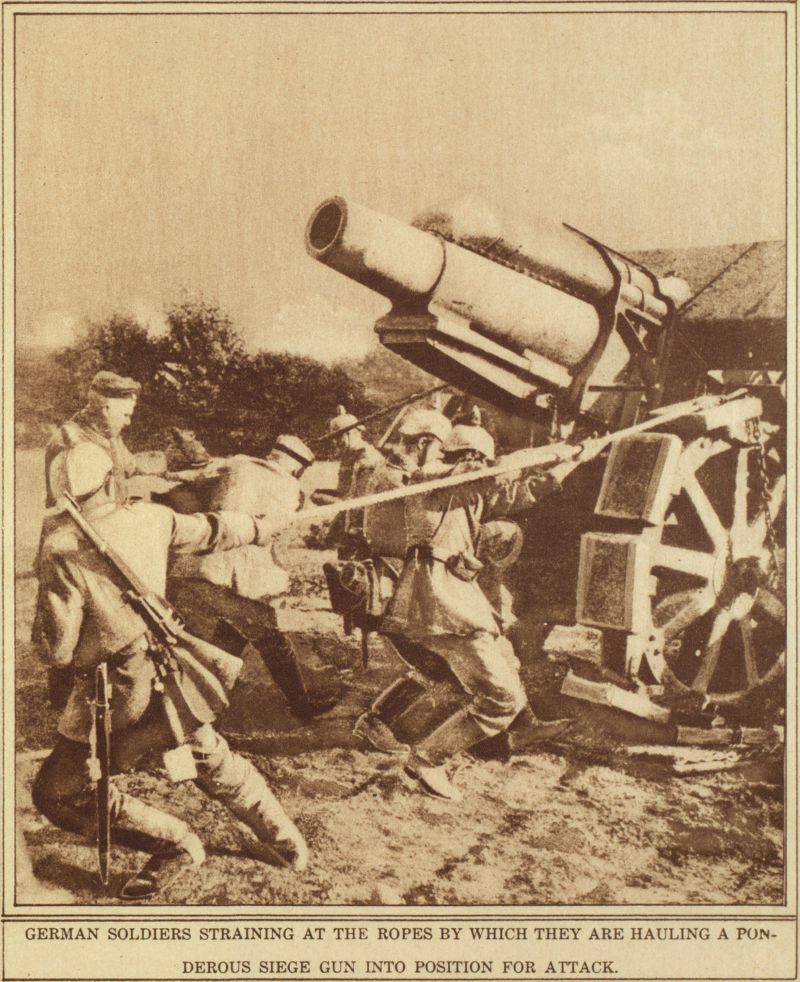
Mortier M10 de 21 cm en position de tir
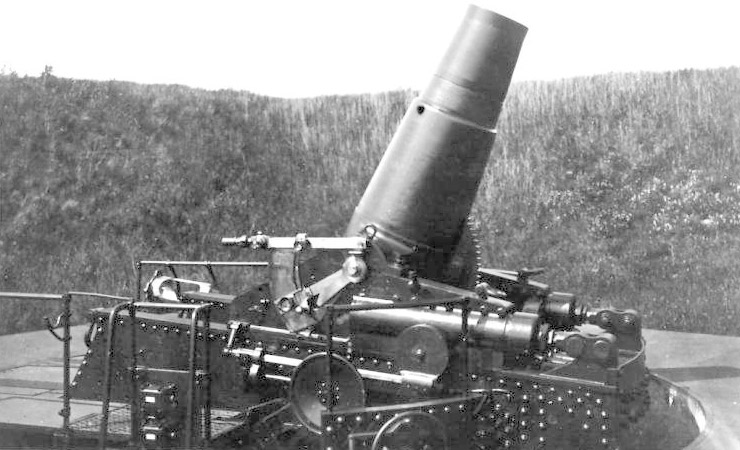
Obusier 28 cm L12
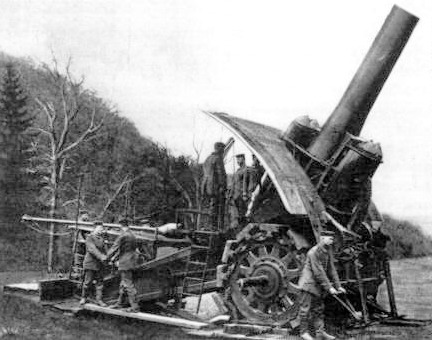
Pièce de 42 cm avec rampe (canon naval court 1914 L / 12 - la vraie Grosse Bertha )
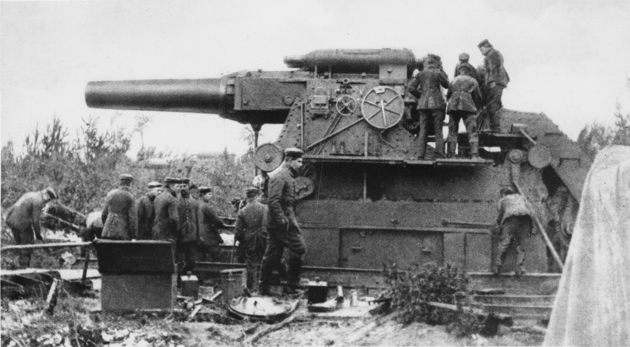
Mortier gamma 42 cm (canon naval court 1912 L / 16)

#### Artillerie de tranchée

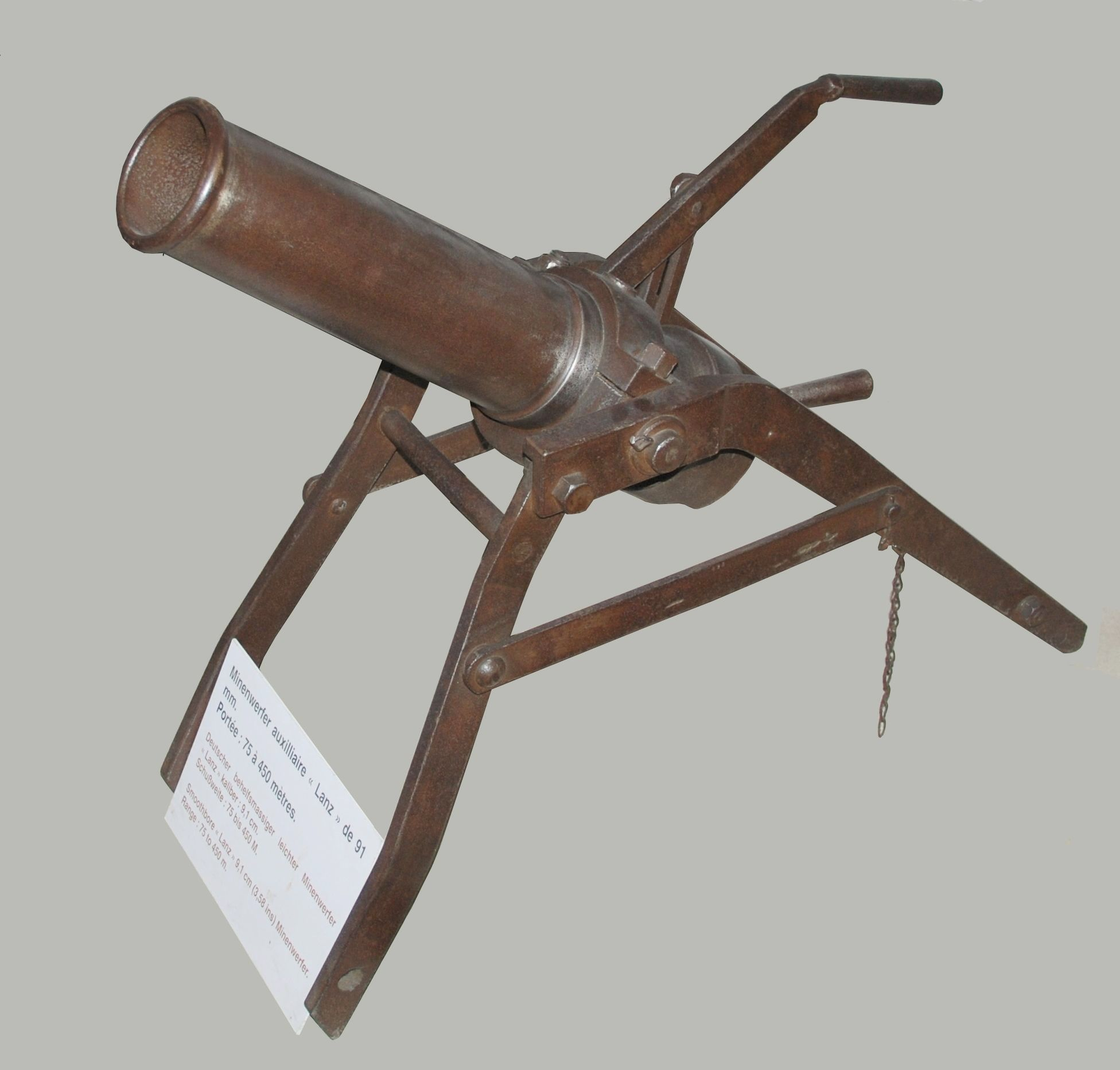
Lance-grenade (Minenwerfer) Lanz 91.
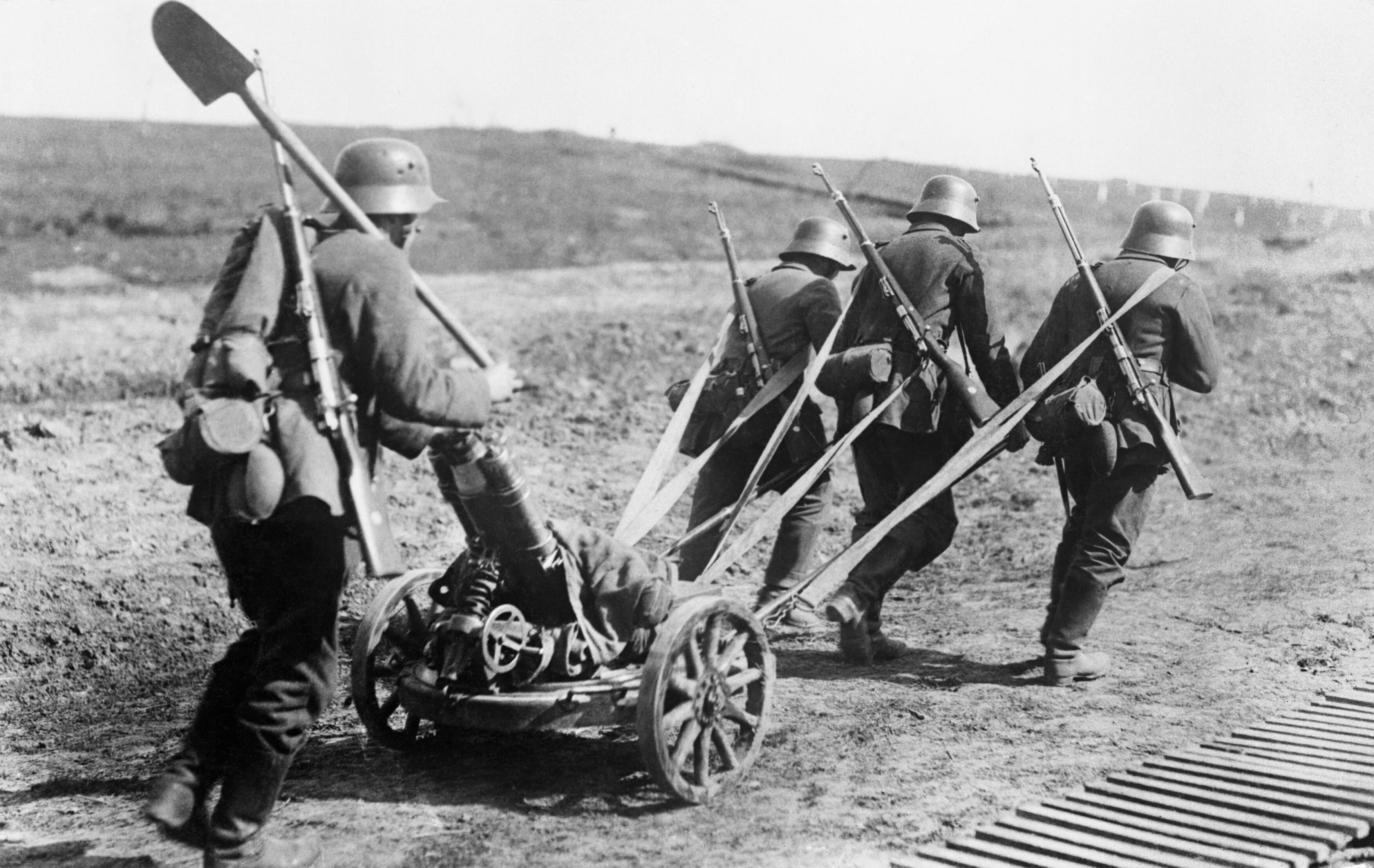
Lance-grenade (Minenwerfer) léger 7,58 cm M 1918.
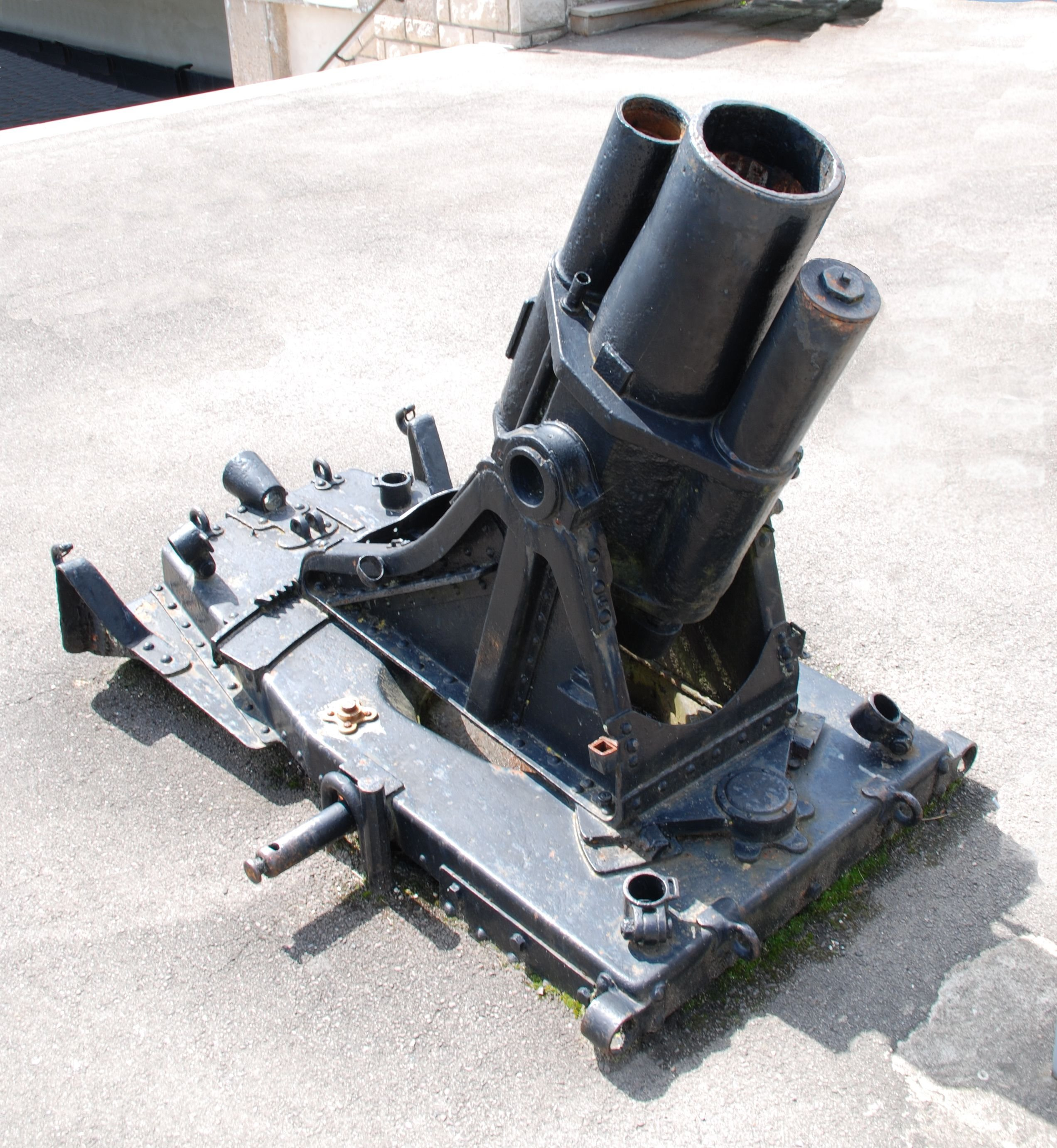
Lance-grenade (Minenwerfer) 17 cm nA.
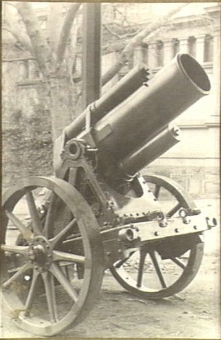
Lance-grenade (Minenwerfer) de 25 cm.

#### L'artillerie lourde sur voie ferrée
Avec la guerre des tranchées, l'artillerie lourde sur voie ferrée prend une grande importance dans les batailles de matériels.

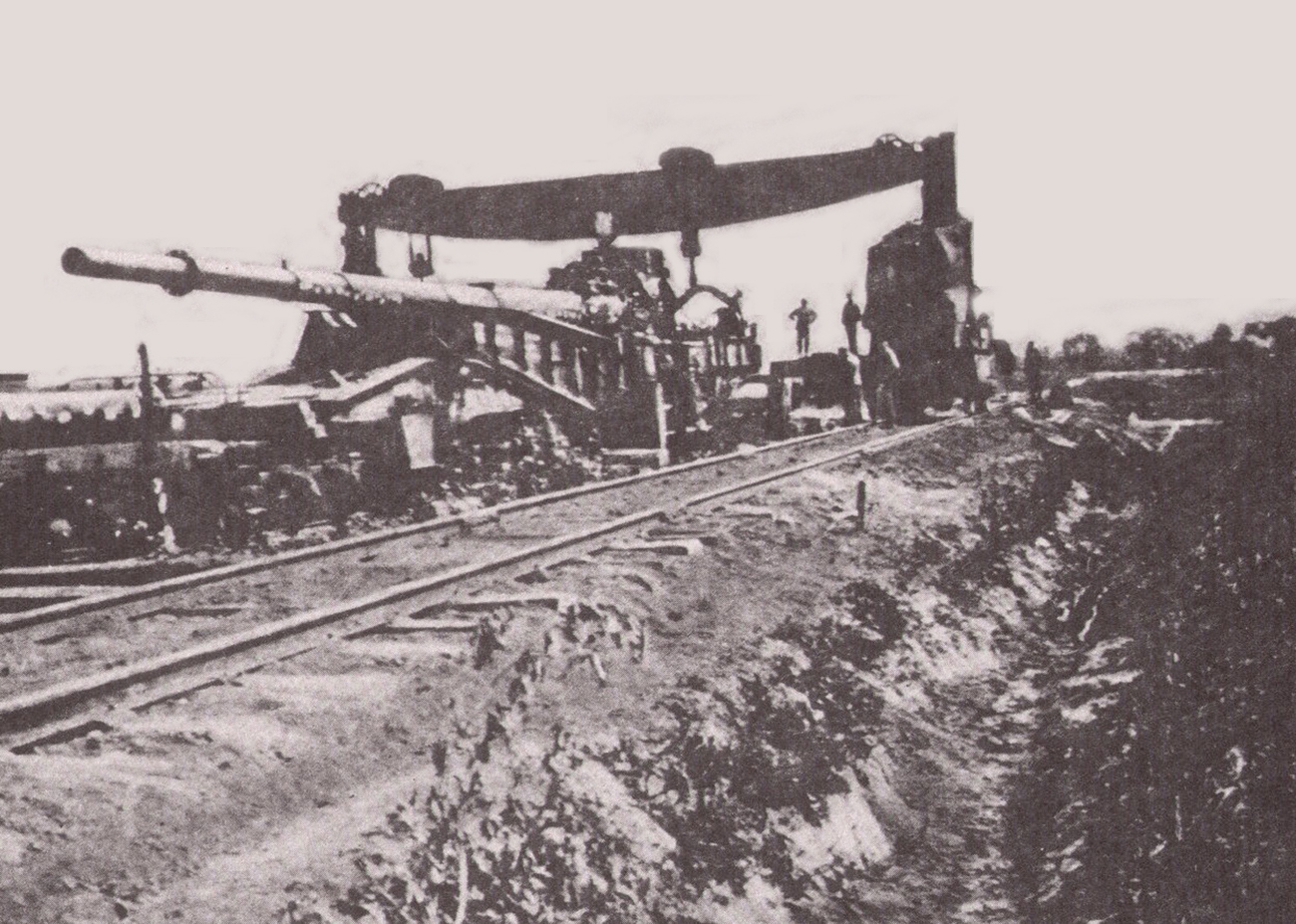
Montage du Pariser Kanone, front occidental 1918.

## Unités spéciales
La commission d'expérimentation de l'artillerie de Berlin fait étudier des moyens de repérage de l'artillerie adverse pour pouvoir la traiter par des tirs de contrebatterie. Elle travaille sur des appareils de repérage au son et à la lumière ainsi que des appareils de détection sismiques et électromagnétiques.

### Unités de repérage
À côté des unités de dirigeable et des observateurs d'artillerie sur avion qui sont rattachés aux forces aériennes, l'artillerie dispose d'autres unités d'observation et de mesures qui sont les précurseurs de l'artillerie de reconnaissance. Le 30 août 1916, est nommé un inspecteur de l'artillerie de repérage à l'OHL. Une école du repérage est créée à Wahn-am-Rhein en octobre 1917. À partir de 1915, des équipes de repérage sont constituées pour localiser les batteries ennemies. 224 mats télescopiques sont mis en place. Le but est de préparer et régler les feux roulants sans que l'ennemi le sache. Les positions de batterie sont reconnues et les données de tirs pour les batteries sont calculés à l'avance. Ce procédé est baptisé du nom de l'officier d'artillerie allemand Bruchmüller surnommé le « meunier révolutionnaire ». Le procédé est constamment perfectionné et permet à l'artillerie allemande de déclencher à l'aube des tirs d'efficacité massifs, par surprise et avec une grand précision contre des positions ennemies qui ont été repérées pendant la nuit.

#### Équipes de mesure par les lueurs (Lichtmessabteilung)
La méthode de mesure par les lueurs est développé en 1915 par les équipes topographiques, qui exploitent les rapports d'objectifs au niveau de la division et élaborent des plans de tir pour l'artillerie à partir de ceux-ci. En septembre 1915, un total de 101 équipes de mesure par les lueurs (Lichtmessabteilung) sont constituées à partir d'équipes topographiques disponibles, chacune composées d'une équipe d'exploitation et de cinq à six stations. À partir de celles-ci, les azimuts des lueurs générées par les bouches a feu ennemies sont mesurés et triangulés par l'équipe d'exploitation pour obtenir leur positionnement. Cela permet de lutter contre l'artillerie ennemie dissimulée. À la fin de la guerre, 160 équipes de mesure de la lumière sont opérationnelles.

#### Équipes de mesure au son  (Schallmessabteilung)
Dans le même temps une méthode de mesure au son est développée. en janvier 1916, 51 unités de mesures au son (Schallmessabteilung) sont mises en place. Elles enregistrent les détonations des pièces d'artillerie ennemie à l'aide microphones installés sur des points séparés. Le temps de latence entre la lueur et le son et la direction de la détonation est mesuré et permet, par triangulation, de déterminer la position de la batterie qui l'a émise. À la fin de la guerre, l'armée allemande dispose de 110 équipes de mesures du son.

#### Récepteur directionnel
En mai 1918, trois équipes de mesure par les lueurs et cinq équipes de mesures par le son sont dissoutes et trois équipes d'écoute directionnelle qui combinent les deux méthodes sont créées pour repérer des objectifs.

### Services cartographiques et météorologiques
Les conditions météorologiques ont une influence essentielle sur le tir de l'artillerie. Les services météorologiques des forces aériennes sont mis à sa disposition. Les troupes de préparation des tirs de l'artillerie établissent des bulletins météorologiques dits bulletin Barbara pour balistiques qui établissent les données visant à améliorer le tir en tenant compte des influences propres à la météorologie.
Une coopération étroite se développe entre l'artillerie et les forces aériennes autour de l'usage des dirigeables de campagnes. Les observateurs d'artillerie sont aéroportés. Les photos aériennes en série permettent d'assurer la création et la mise à jour des cartes pour les unités topographiques et de repérage.

### Trains blindés
Les trains blindés n'appartiennent pas à l'artillerie, mais à l'arme du train.

## Abréviations et lexique
|          | | |  |  |  |  |  |  |
| AFlA     | Artilleriefliegerabteilung (bis 1916)                                                                        | Section aérienne d'observation de l'artillerie (jusqu'à de 1916)                                                             |  |  |  |  |  |  |
| Arko     | Artilleriekommandeur (ab 1917)                                                                               | Commandant de l'artillerie (à partir de 1917)                                                                                |  |  |  |  |  |  |
| BAK      | Ballonabwehr-Kanone                                                                                          | Canon anti-ballon |  |  |  |  |  |  |
| B-Stelle | Beobachtungsstelle                                                                                           | Position d'observation |  |  |  |  |  |  |
| FA(A)    | Fliegerabteilung, Artillerie (ab 1916)                                                                       | Section aérienne de l'artillerie (à partir 1916)                                                                             |  |  |  |  |  |  |
| Flak     | Flugzeugabwehrkanone                                                                                         | Canon antiaérien |  |  |  |  |  |  |
| IG       | Infanterie-Geschütz                                                                                          | Canon d'infanterie |  |  |  |  |  |  |
| K1–6     | Kanoniere 1–6 der Geschützgruppe                                                                             | Membre 1-6 de l'équipe de pièce                                                                                              |  |  |  |  |  |  |
| OHL      | Oberste Heeresleitung                                                                                        | Commandement suprême de l'armée de terre                                                                                     |  |  |  |  |  |  |
| TAK      | Tankabwehr-Kanone                                                                                            | Canon antichar |  |  |  |  |  |  |
| V0       | Mündungsgeschwindigkeit in Metern pro Sekunde. Eine hohe V0 steigert Treffgenauigkeit und Durchschlagskraft. | Vitesse initiale de l'obus (mètres par seconde). Une vitesse initiale élevée augmente la précision et l'effet de la munition |  |  |  |  |  |  |